# Lothal

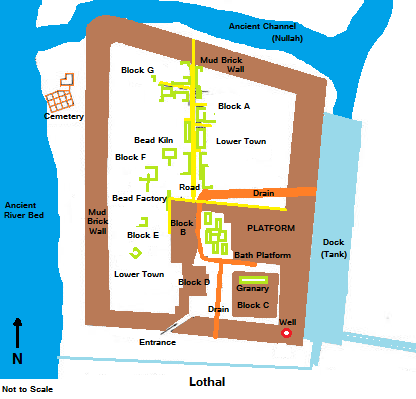
Planul Lothalului

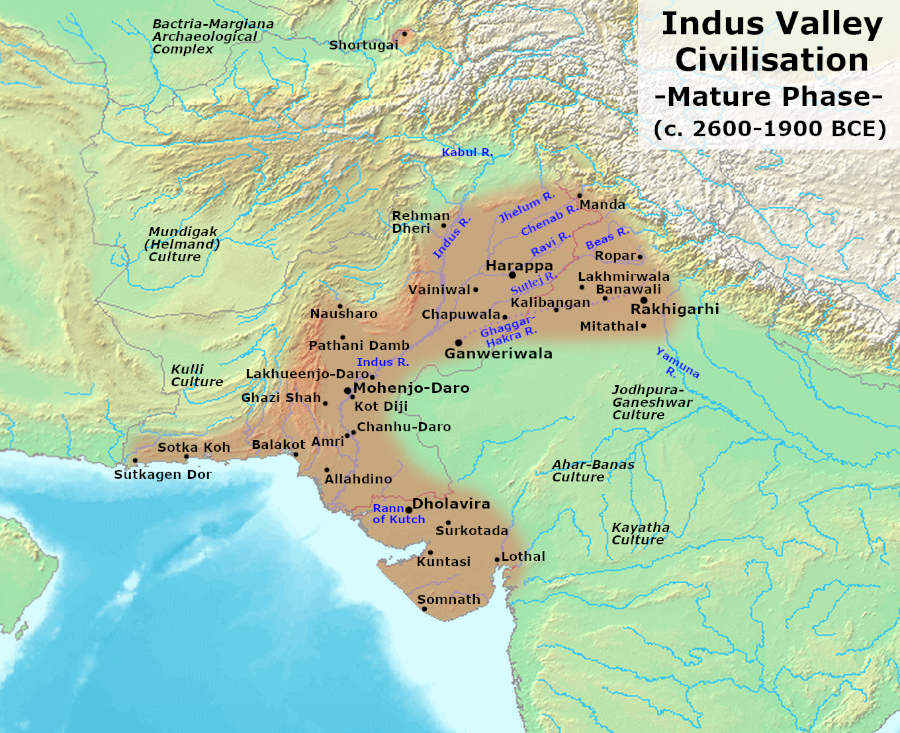
Întinderea și principalele situri ale civilizației din Valea Indusului.

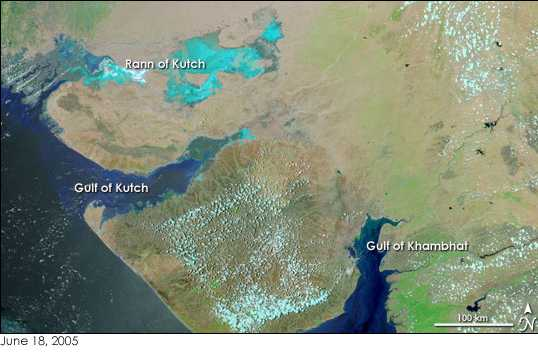
La nord-vest de Lothal se află peninsula Kutch, care se afla pe fundul Mării Arabiei până recent din punct de vedere istoric. Datorită acestui fapt și apropierii de Golful Khambhat, râul din Lothal a oferit acces direct la rutele maritime. Deși acum este izolat de mare, topografia și geologia Lothalului reflectă trecutul său maritim.

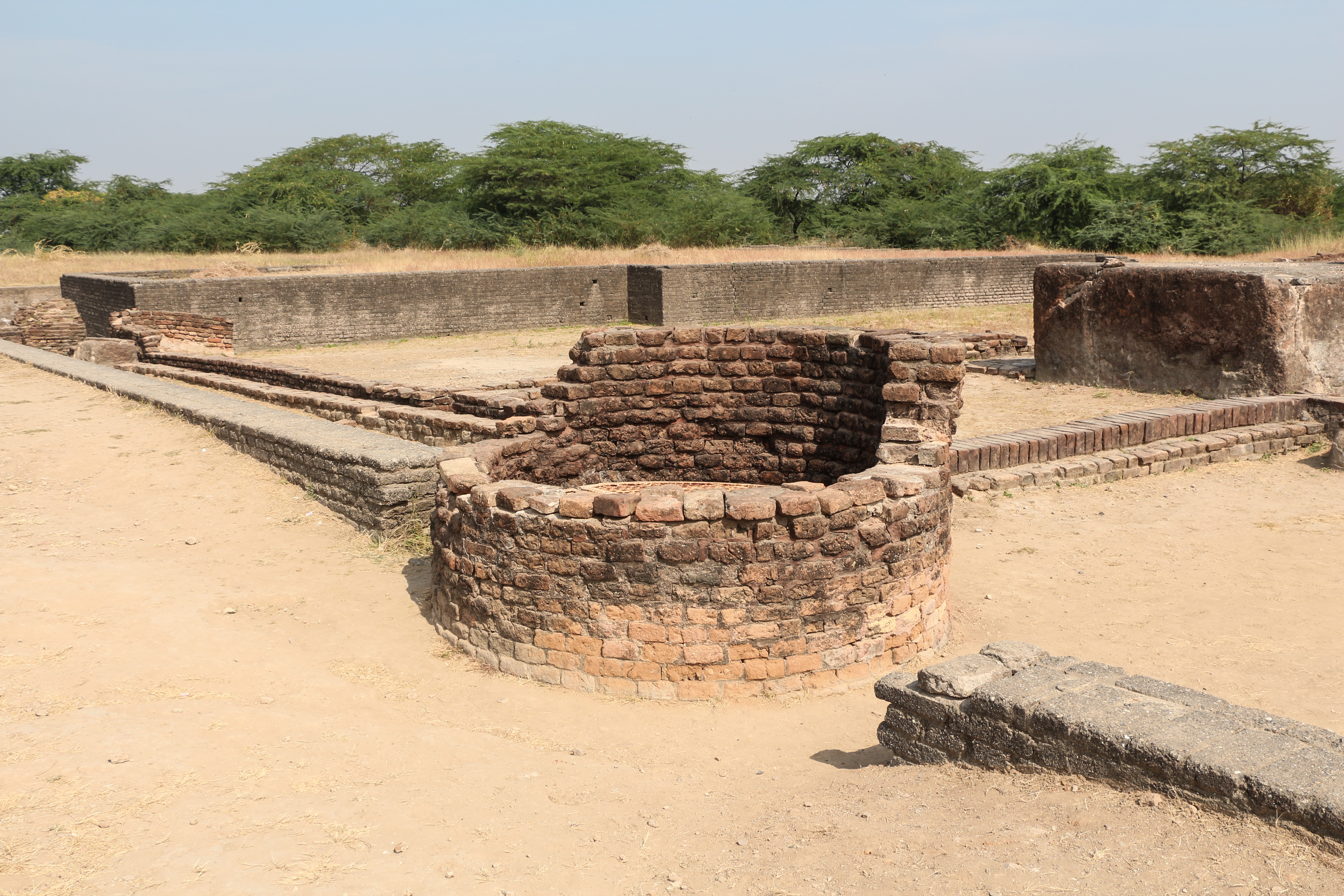
O fântână străveche și canalele de drenaj ale orașului

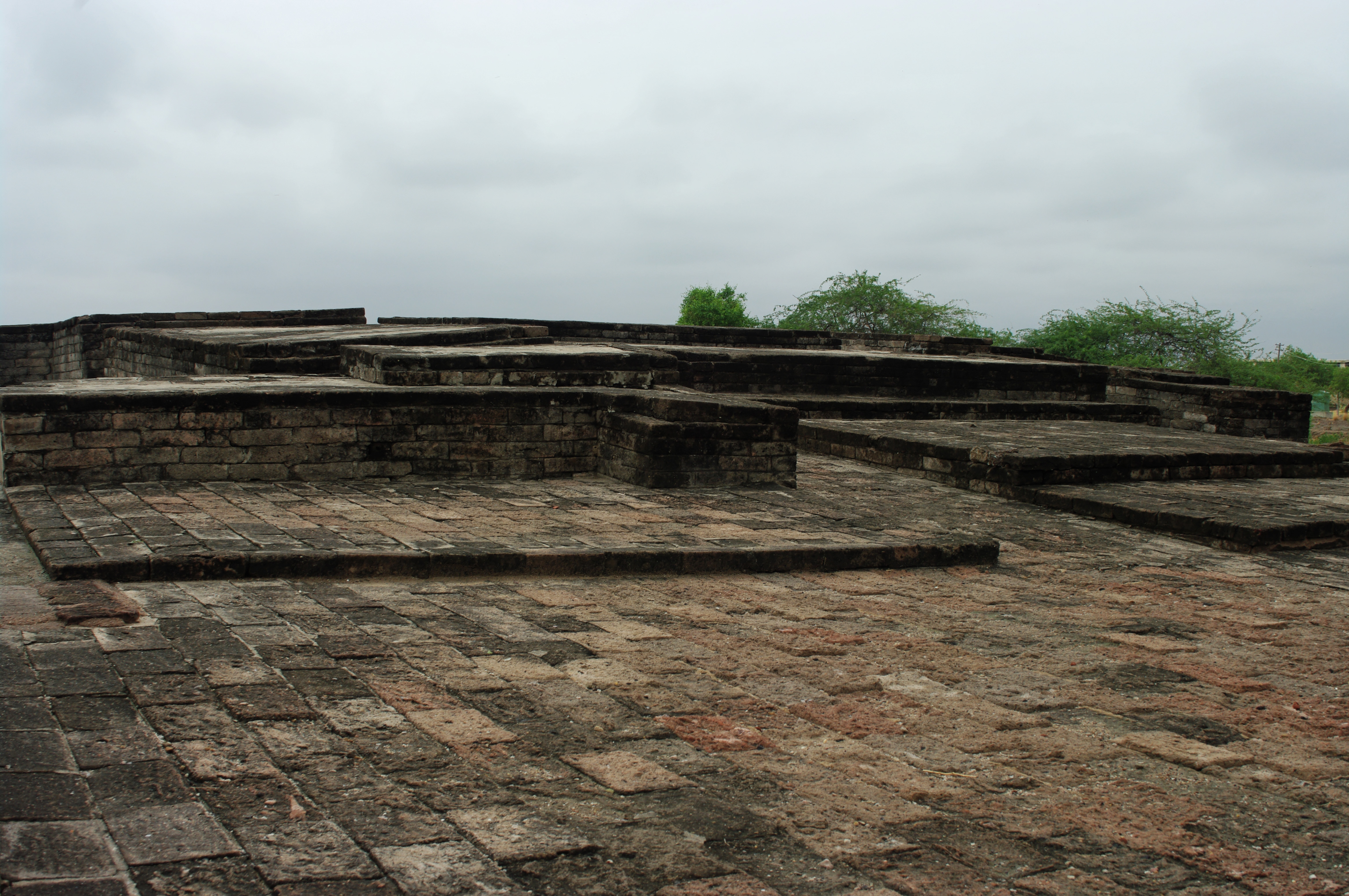
Structură arheologică

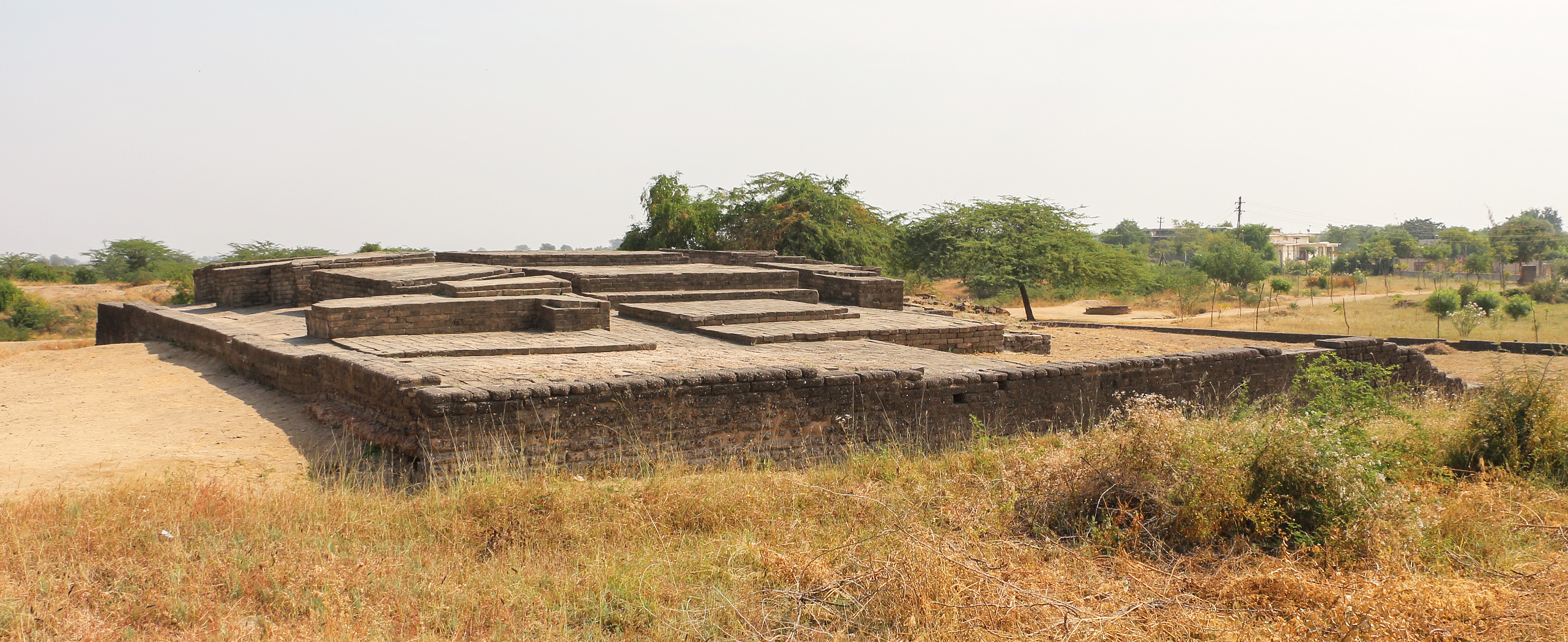
Depozitul din Lothal

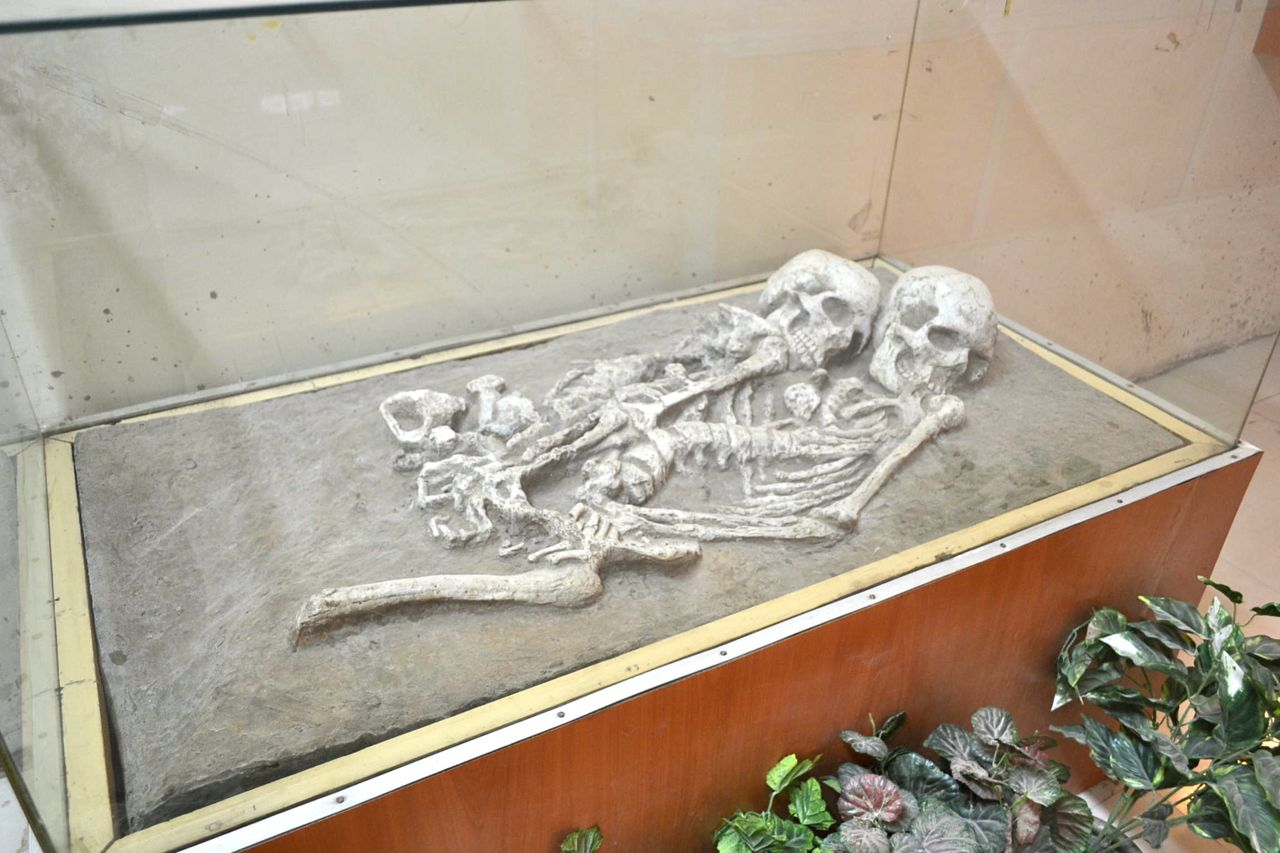
Înmormântare dublă de la Lothal.

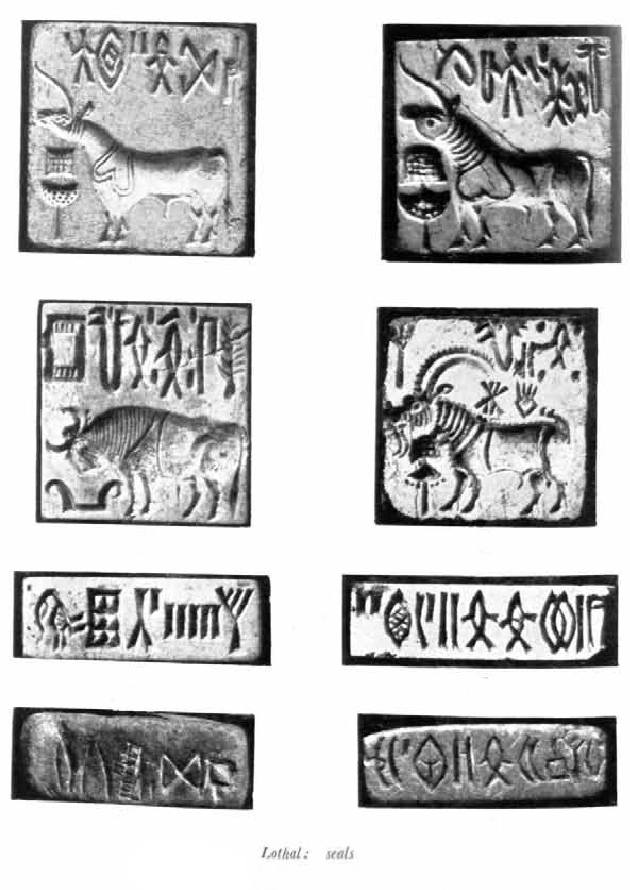
Sigilii din Lothal

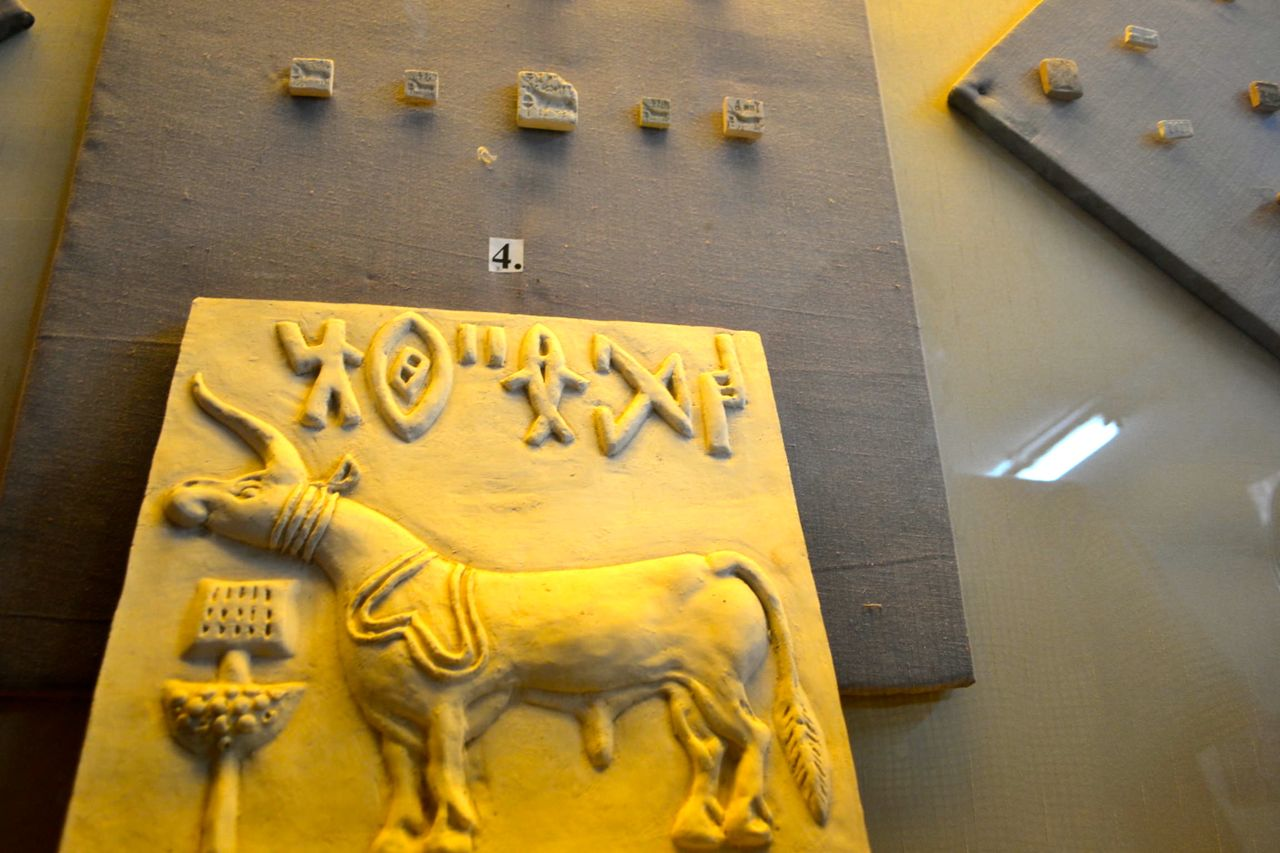
Muzeul Arheologic din Lothal, replică a sigiliului.

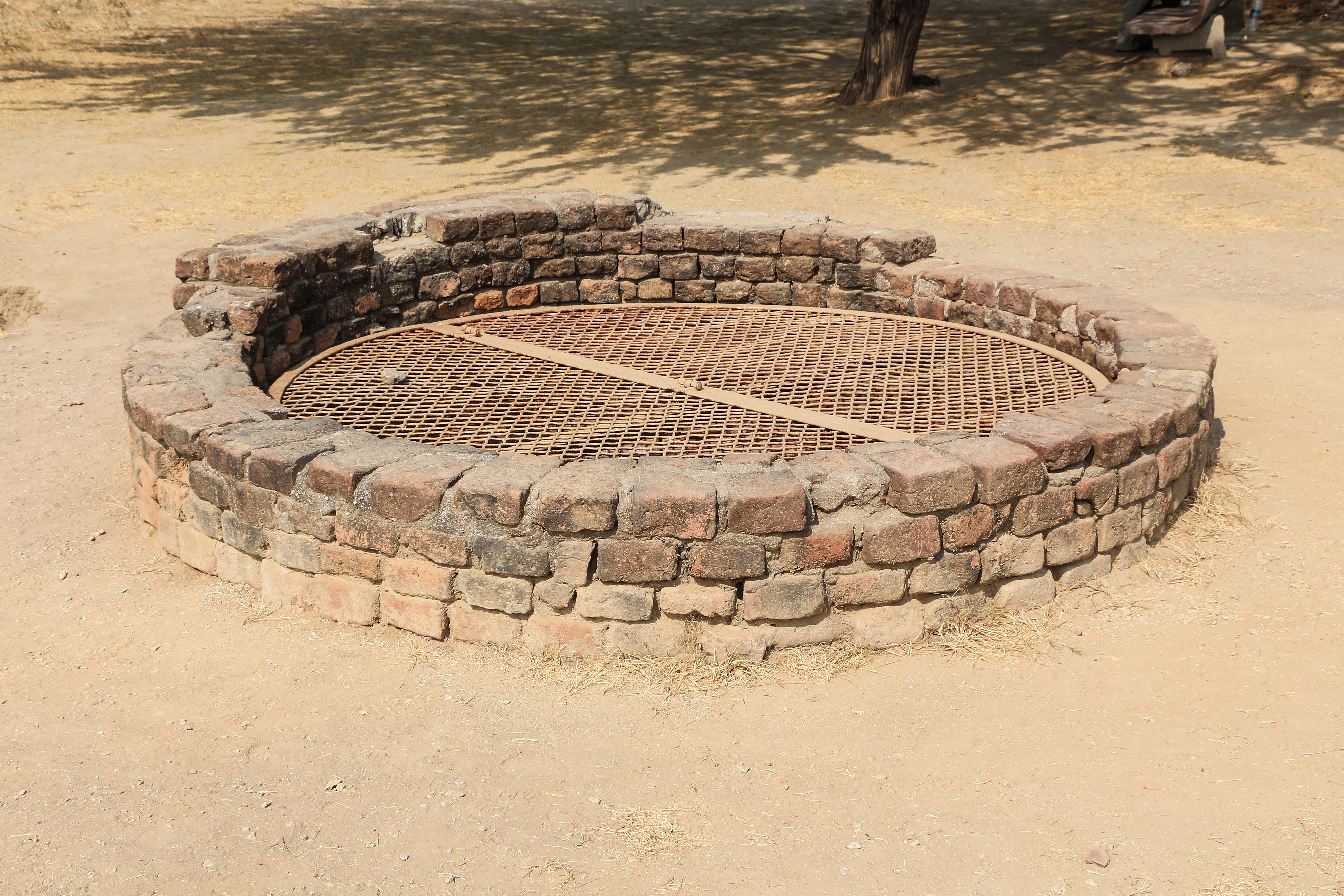
Fântâna principală

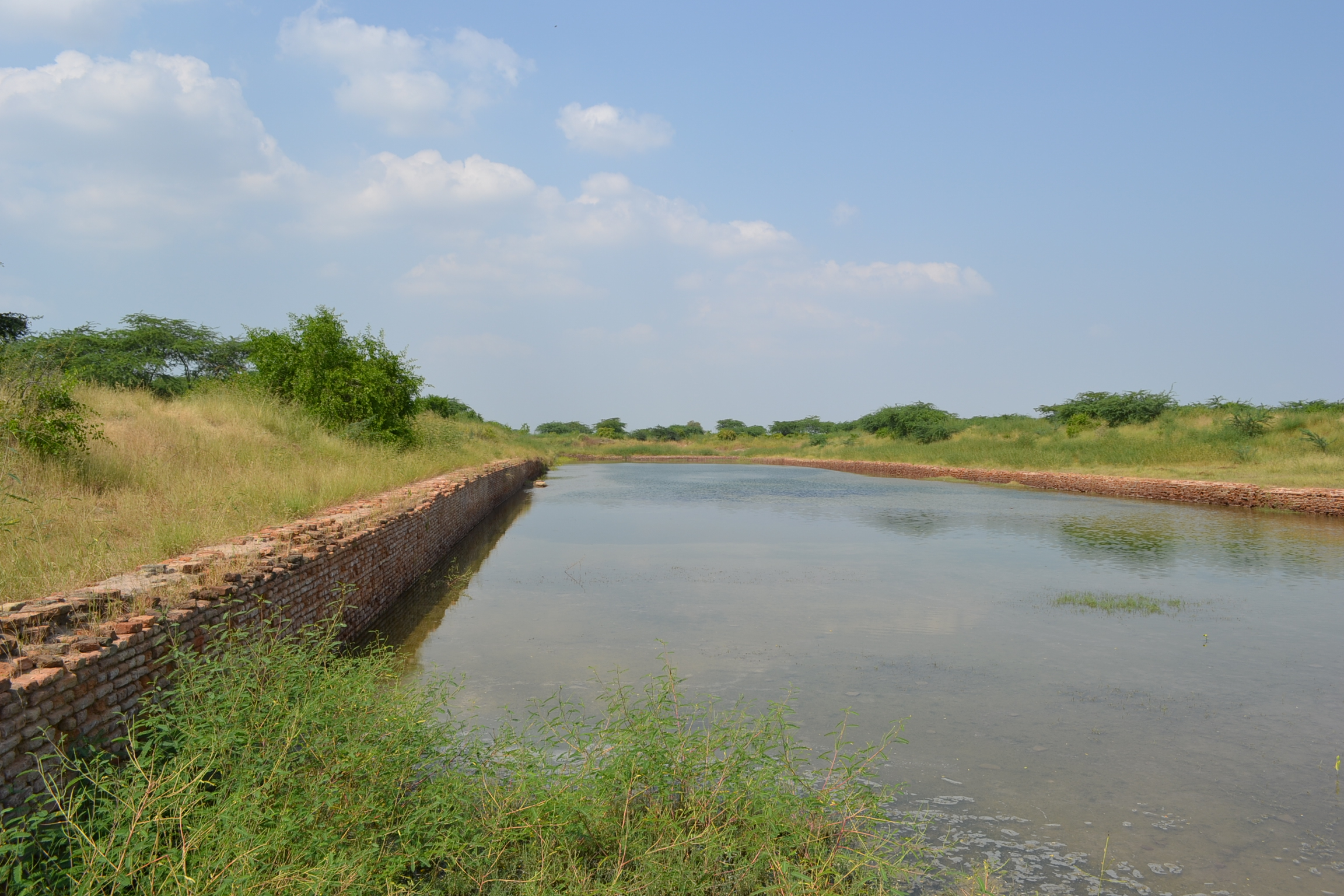
Docul, cu o deschizătură pentru a permite apei să se scurgă în râu, menținând astfel un nivel de apă stabil.

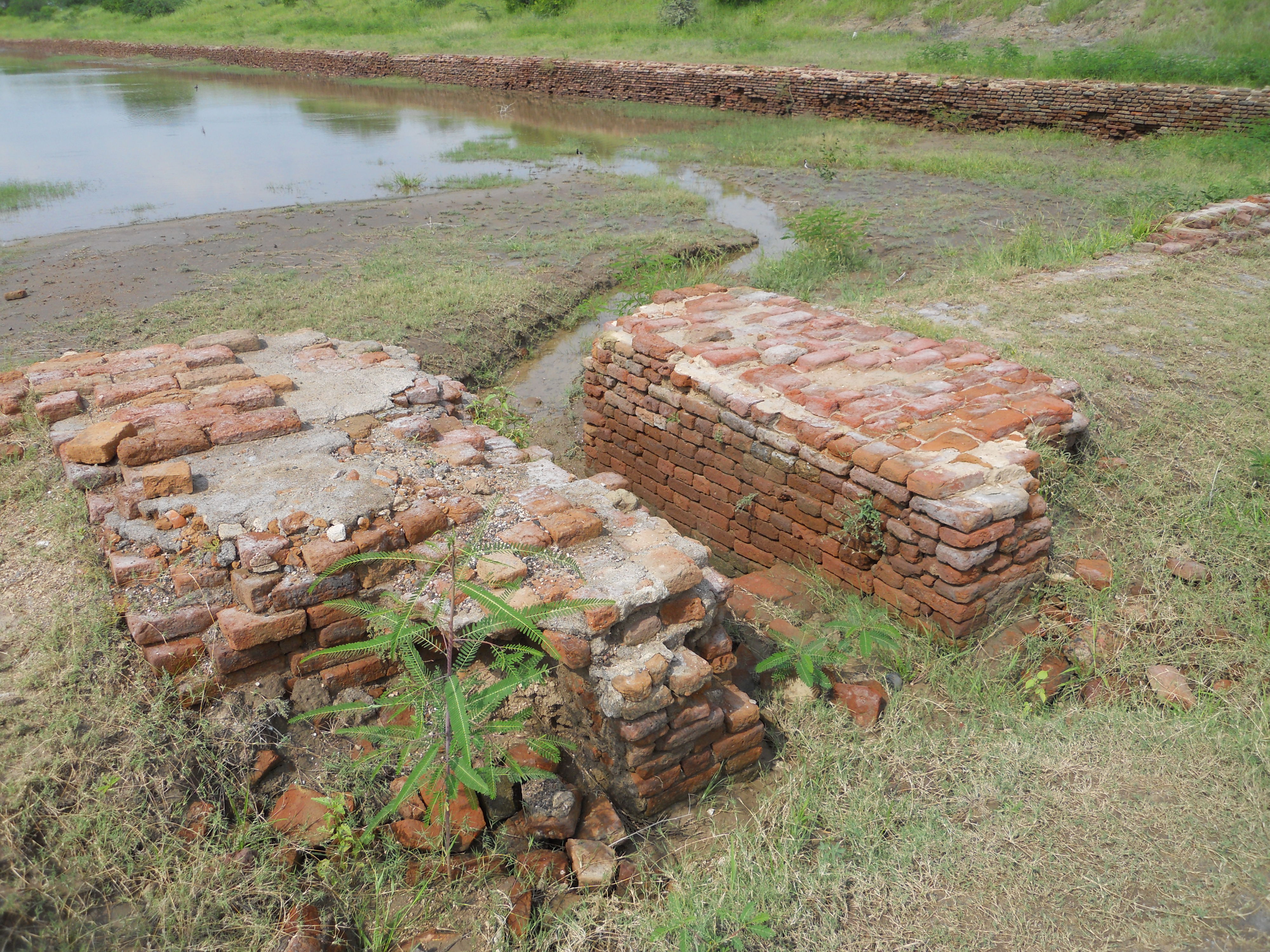
Rămășițele gurii de scurgere a docului, construită din cărămizi arse.

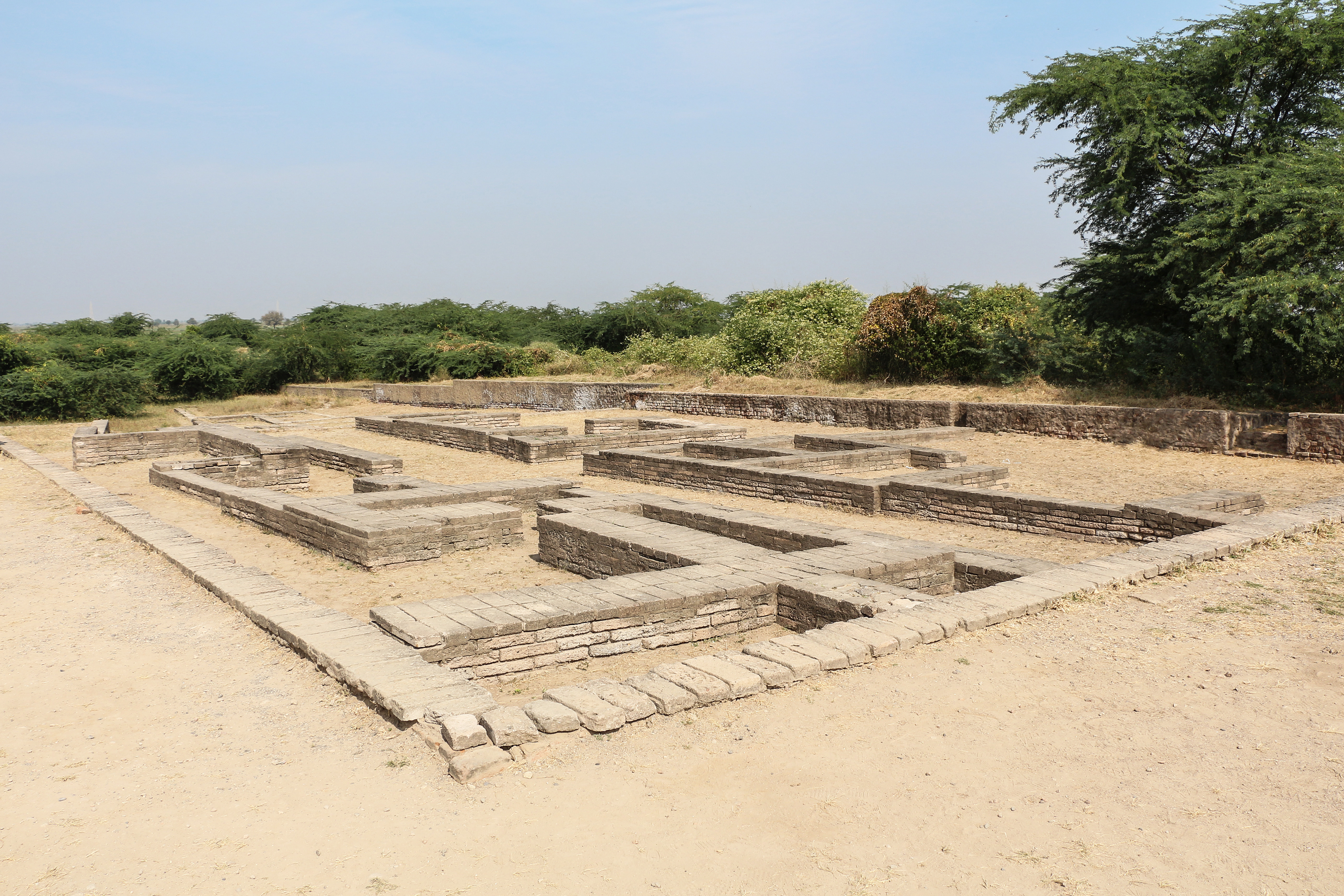
Orașul de jos

Lothal ([loˑt̪ʰəl]) era unul dintre cele mai sudice orașe ale civilizației antice din Valea Indusului, situat în regiunea Bhāl din statul modern Gujarāt. Orașul a fost întemeiat în jurul anului 2200 î.Hr. Descoperit în 1954, Lothal a fost excavat între 13 februarie 1955 și 19 mai 1960 de către Archaeological Survey of India (ASI), agenția oficială a guvernului indian pentru conservarea monumentelor antice. Potrivit ASI, Lothal avea cel mai vechi doc cunoscut din lume, care lega orașul de cursul din antichitate al râului Sabarmati pe ruta comercială dintre orașele harappane din Sindh și peninsula Saurashtra, când deșertul actual Kutch din jur încă era sub Marea Arabiei. Cu toate acestea, această interpretare a fost contestată de alți arheologi, care susțin că Lothal era un oraș relativ mic și că „docul” era de fapt un rezervor de irigare. Controversa a fost într-un sfârșit soluționată când oamenii de știință de la Institutul Național de Oceanografie din Goa au descoperit foraminifere (microfosile marine) și sare, cristale de gips în structură dreptunghiulară, indicând clar că apa de mare a umplut cândva structura și că era cu siguranță un șantier naval. Lothal a fost un centru comercial înfloritor și plin de viață al vremurilor străvechi, comerțul său cu mărgele, pietre prețioase și ornamente valoroase ajungând în colțurile îndepărtate ale Asiei de Vest și ale Africii. Tehnicile și instrumentele pe care le-au inventat pentru fabricarea mărgelelor și în metalurgie au rezistat testului timpului de peste 4000 de ani.
Lothal este situat lângă satul Saragwala din subdistrictul Dholka Taluka din districtul Ahmedabad. Se află la șase kilometri sud-est de gara Lothal-Bhurkhi de pe linia de cale ferată Ahmedabad - Bhavnagar. De asemenea, este legat prin drumuri pavate de orașele Ahmedabad (85 km), Bhavnagar, Rajkot și Dholka. Orașele din apropiere sunt Dholka și Bagodara. Reluând săpăturile în 1961, arheologii au dezgropat șanțuri lângă coastele nordice, estice și vestice ale movilei, scoțând la lumină canalele de intrare și nullah („râpă” sau „gârlă”) care legau docul de râu. Descoperirile constau într-o movilă, o localitate, o piață și un doc. Lângă zonele excavate se află Muzeul de Arheologie, unde sunt expuse unele dintre cele mai proeminente colecții de antichități ale Civilizației Indusului din India.
Lothal a fost propus în aprilie 2014 ca sit al Patrimoniului Mondial UNESCO, și nominalizarea este în așteptare pe lista UNESCO.